# Maurizio Rapotec
Maurizio Rapotec (Trieste, 6 febbraio 1970) è un attore italiano.

## Biografia
Studia recitazione presso La Civica Scuola D'Arte Drammatica Paolo Grassi, fondata da Giorgio Strehler; inoltre studia canto e funky-jazz.
Nel 1987 debutta in teatro, dove recita quasi ininterrottamente fino al 1996; successivamente lavora nel cinema e soprattutto in televisione.
Dal 1996 al 2005 appare in tutte le cinque edizioni de Il maresciallo Rocca, in cui ha il ruolo del carabiniere Giulio Antonangeli, interpretato anche ne Il maresciallo Rocca e l'amico d'infanzia, regia di Fabio Jephcott, in onda su Rai Uno nel 2008.

## Filmografia

### Cinema
- Bruno aspetta in macchina, regia di Duccio Camerini (1996)
- Jolly Blu, regia di Stefano Salvati (1998)
- Titus, regia di Julie Taymor (1999)
- Red Midnight, registi vari (2005)

### Televisione
- L'ultimo concerto, regia di Francesco Laudadio (1995)
- Il maresciallo Rocca, regia di Giorgio Capitani - Lodovico Gasparini (Solo 1^ st.) - José María Sánchez (Solo 3^ st.) - Fabio Jephcott (4^ e 5^ st..) - Tutte le 5 stagioni (1996-2005)
- Un posto al sole, registi vari (1997)
- Senza confini, regia di Fabrizio Costa (2001)
- Incantesimo 6, regia di Alessandro Cane e Tomaso Sherman (2003)
- Distretto di Polizia 6, regia di Antonello Grimaldi e Claudio Norza (2006)
- Questa è la mia terra, regia di Raffaele Mertes (2006)
- Carabinieri 7, regia di Alessandro Cane, Raffaele Mertes e Giandomenico Trillo (2008) - Cameo
- Il maresciallo Rocca e l'amico d'infanzia, regia di Fabio Jephcott (2008)